# La sanguijuela de mi niña
La sanguijuela de mi niña es la tercera novela de Christopher Moore, publicada en 1995 en su edición original. Combina elementos sobrenaturales y de novela romántica.

## Argumento
Jody, una joven pelirroja soltera que vive en San Francisco, es atacada por un vampiro y pronto se da cuenta de que se ha convertido en uno. Mientras intenta adaptarse a su nueva forma de vida nocturna, es ayudada por Thomas Flood ("Tommy"), un aspirante a escritor que acaba de mudarse a la ciudad, y que trabaja como guarda nocturno(y juega al "pavobolo") en un supermercado local. Mientras Jody y Tommy comienzan su vida juntos (y empiezan a sentirse atraídos el uno por el otro), descubren que una extraña red de asesinatos puede estar vinculada al vampiro que atacó a Jody. Para llegar al fondo del asunto, piden ayuda a los compañeros de trabajo de Tommy y a un extraño vagabundo que se hace llamar "El Emperador".

## Valoración
Existe una cierta benevolencia hacia los vampiros, ya que Jody sobrevive alimentándose de personas cercanas a la muerte (p.ej. enfermos de sida, etc.). Este personaje hace un cameo en la posterior novela de Moore Un Trabajo Muy Sucio.
No es lo usual de los libros sobre vampiros, le ha dado un giro a las ideas de estos personajes de la noche.
Una secuela de La Sanguijuela de Mi Niña, titulada ¡Chúpate Esa!, fue publicada en 2007. Su edición española fue realizada en 2008, mientras que La Sanguijuela de Mi Niña, a pesar de ser anterior, no ha sido publicada hasta 2009. Bite Me, editado en 2010 en su edición original y aún no publicado en español, es el libro que completa la trilogía.

## Enlaces
- La Sanguijuela de Mi Niña en la web del autor
- Review de Tom Knapp

- Datos: Q753081